# Šport u 1912.
◄◄ | ◄ | 1909. | 1910. | 1911. | 1912.  | 1913. | 1914. | 1915. | ► | ►►
Arhitektura • Astronomija • Biologija • Film • Fotografija • Glazba • Kazalište • Kemija • Kiparstvo • Knjige • Književnost • Kršćanstvo • Meteorologija • Medicina • Planinarstvo • Politika • Pravo • Promet • Slikarstvo • Strip • Šport • Televizija • Znanost • Zrakoplovstvo • Željeznički promet
Šport u 1912.

## Svijet

### Natjecanja

#### Kontinentska natjecanja
- 5. svibnja do 27. srpnja – V. Olimpijske igre – Stockholm 1912.

### Osnivanja
- PFK Botev Plovdiv, bugarski nogometni klub
- Santos Futebol Clube, brazilski nogometni klub
- Swansea City A.F.C., velški nogometni klub

## Hrvatska i u Hrvata

### Natjecanja

#### Timski športovi
- Prvenstvo Hrvatske i Slavonije u nogometu 1912./13. - Započelo prvo organizirano nogometno natjecanje u Hrvatskoj

### Osnivanja
- Hrvatski nogometni savez
- HNK Trogir, hrvatski nogometni klub
- HRŠD Anarh, hrvatski nogometni klub
- KFŠK, hrvatski nogometni klub
- NK Graničar Slavonski Šamac, hrvatski nogometni klub
- ŠK Frankopan Karlovac, hrvatski nogometni klub

### Rođenja
- 6. siječnja – Zulejka Stefanini, hrvatska atletičarka († 2005.)

## Vanjske poveznice
|  | Zajednički poslužitelj ima još gradiva o temi Šport u 1912. |